# Uqaylí

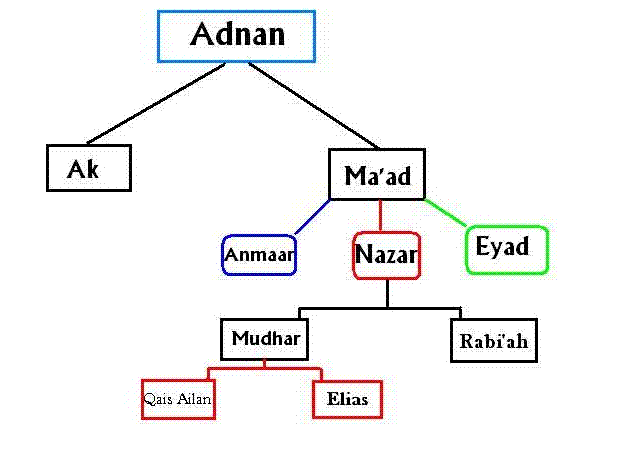
Árbol de los Qays Aylan.

Los uqaylíes o Banu Uqayl (en árabe بنو عُـقَـيـْل, Banū ʿUqayl) fue una tribu árabe de la confederación de los Àmir ibn Sàssaa; subsistió a lo largo de los siglos y modernamente aparece un grupo de camelleros, caravaneros y mercaderes con el nombre de Agel supuestos descendentes de los uqayl. Su genealogía tradicional es: Uqayl ibn Kab ibn Rabia ibn Amir ibn Sasaa y pertenecían a la rama Hawazin de los Qays Aylan.

## Historia
Los uqaylíes Vivían en el Néyed meridional cercanos a Yamama. Hay varias versiones de su conversión al islam. A la segunda Rida en Yemen iniciada por Kays ibn abd Yaghuth ibn Makshub, los uqaylíes y los Akk se unieron a Firuz al-Daylami, gobernador de Saná, y derrotaron a Kays, pudiendo devolver el gobernador en la ciudad.
En el periodo abbásida los uqaylíes emigraron a Siria desde Arabia, y después en Irak. Tras la muerte de Harún al-Rashid el jeque de los uqaylíes, Nasr ibn Sayyar ibn Shabath luchó junto a El-Amin; tenía su fortaleza en Kaysum (moderna Keysun en Turquía), al norte de Alepo y de allí hacía incursiones en el país del entorno; resistió al general Tahir Abu l-Tayyib Dhu'l-Yaminayn enviado contra él, y aguantó hasta 825 cuando se rindió a Abd Al-lah ibn Táhir bajo promesa de perdón del califa. En 865 el gobernador de La Meca Yafar ibn Fadl Bashashat combatió a un rebelde uqaylí que dominaba la ruta de Yéddah y hacía aumentar los precios de las mercancías que llegaban a la ciudad santa. 
En la segunda mitad del siglo IX la población de Karkisiya estaba en manos del uqáylida Safwán probablemente hijo de Nasr que habría muerto en 867) y en su lugar Lulu, llibert de Ahmad ibn Tulun nombró a Ahmad ibn Málik ibn Tawk; este fue expulsado por Ibn Abi l-Saŷ que a su vez perdió sus feudos en beneficio de Ishak ibn Kundadjik (gobernador de Mosul y pretendiente del gobierno de la Djazira y Diyar Bakr). Sobre 899 los uqaylíes y otras tribus de los Kays reconocieron la autoridad del cármata Abu Sa'id al-Yannabi y con la ayuda de estas tribus conquistó al-Hassà, después Katif y después todo el Bahráyn (Arabia oriental). En el siglo X el taglibita Abu l-Hasan al-Asfar por orden del califa combatió a los cármatas y forzó a las tribus sulaym y después uqayl a salir del Bahráyn (988-989) marchando a Irak donde colaboraron con sus parientes emigrados en Siria y la Jazira creando las bases del poder uqáylida en Mosul.
Más tarde volvieron en Arabia oriental y derrotaron a los taglibitas ocupando una parte de la Yamama a expensas de los kilabitas; los usfúridas, sus parientes y aliados tomaron el poder en al-Ahsa (1253). 
Los sanariyya (sanar o tsanar) del Cáucaso pretendían ser descendentes de un grupo uqáylida emigrado a la zona.
El moderno agel (o ageyl), teóricos descendentes de los uqáylidas, en realidad se formaron por la unión de varios grupos que venían de al-Ahsa, al-Arid (o Tuwayk) y al-Kásim, y del Yabal Shammar, e incluso extranjeros (turcos, curdos, egipcios). Por lo tanto estrictamente no eran una tribu sino un conglomerado bajo la dirección de una cabeza común.